# Lajos Szűcs (futebolista nascido em 1943)
Lajos Szűcs (Apatin, 10 de dezembro de 1943 – 12 de julho de 2020) foi um futebolista húngaro que atuava como defensor.

## Carreira
Szűcs fez parte do elenco da Seleção Húngara de Futebol, da Eurocopa de 1972.
Ele foi medalhista de prata em Munique 1972 e Ouro na Cidade do México 1968.

## Morte
Morreu no dia 12 de julho de 2020, aos 76 anos.